# كاري راسيل
كاري راسيل (بالإنجليزية: Carrie Russell)‏ هي منافسة ألعاب القوى جامايكية، ولدت في 18 أكتوبر 1990.

## وصلات خارجية
- كاري راسيل على موقع الاتحاد الدولي لألعاب القوى (الإنجليزية)
- كاري راسيل على موقع الدوري الماسي (الإنجليزية)
- كاري راسيل على موقع IBSF (الإنجليزية)
- كاري راسيل على موقع اللجنة الأولمبية الدولية (الإنجليزية)
- كاري راسيل على موقع أوليمبيديا (الإنجليزية)